# Anaconda

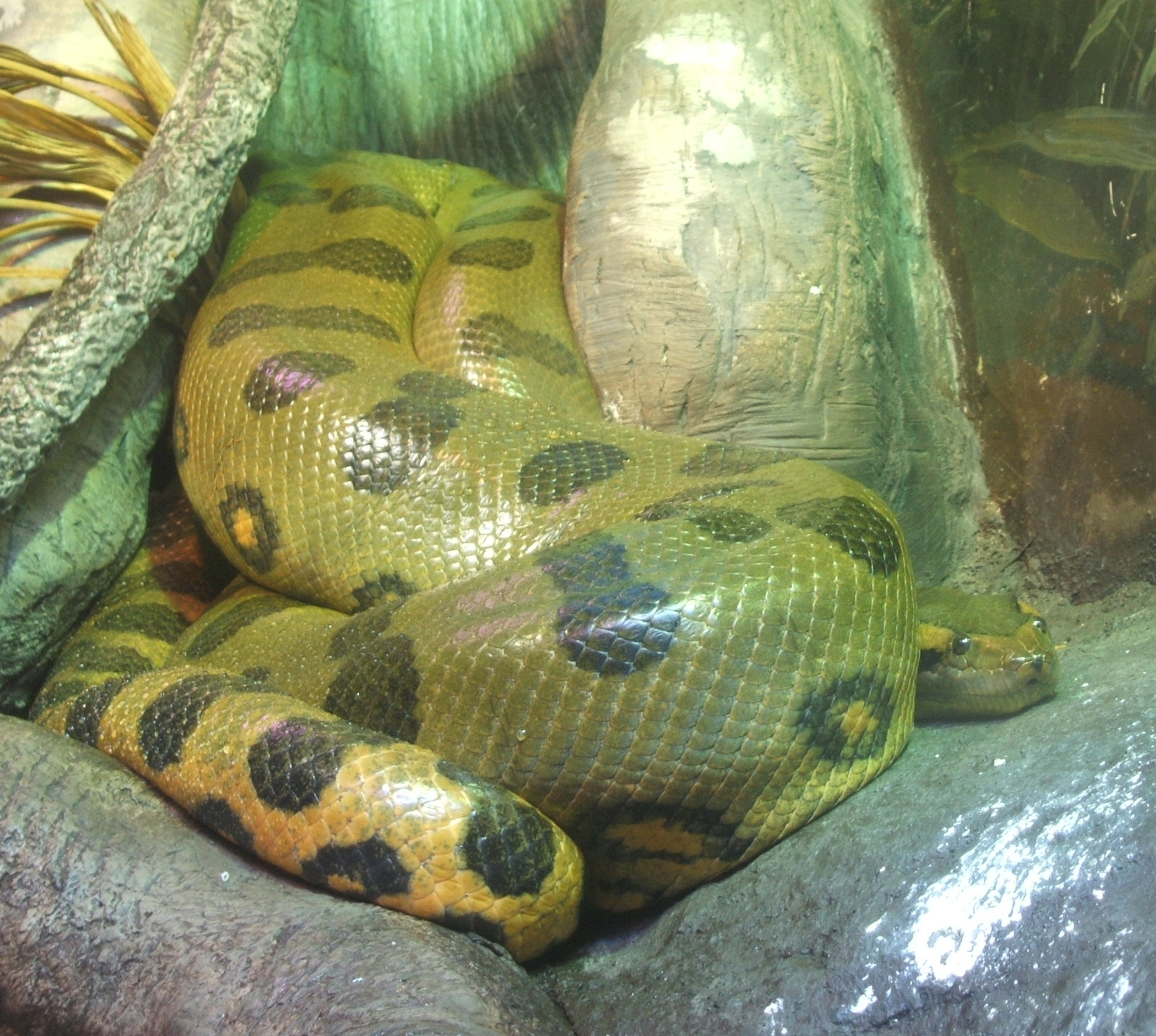
Anaconda verde (Eunectes murinus)

Anaconda este un șarpe constrictor semi-acvatic care trăiește în America de Sud (Orinoco, Argentina, Venezuela etc.). Este cel mai mare șarpe din lume și poate atinge 10-12 m lungime; el poate înghiți hrană cu un diametru aproape triplu față de cel al corpului său. Șerpii adulți foarte mari vânează chiar animale mari precum căprioarele, capibarele (cel mai mare rozător din lume), mistreții etc.
Anaconda face parte din genul Eunectes. Genul Eunectes se împarte în două specii: Eunectes murinus și Eunectes notaeus.
În cazuri foarte rare, când anaconda simte că se află în mare pericol, regurgitează prada (care poate fi și de două ori mai mare decât ea), pentru a scăpa de prădătorii din jur.
Vârsta maximă la care poate ajunge este de 35 de ani. Anaconda este întâlnit în bazinele fluviilor Amazon și Orinoco, în ape liniștite și mlaștini.